# Karl Friedrich Kaibel
Karl Friedrich Kaibel (* 31. Oktober 1819 in Osthofen; † 26. Januar 1873 in Nieder-Ingelheim) war ein hessischer Ökonom und Politiker (Fortschritt) und Abgeordneter der 2. Kammer der Landstände des Großherzogtums Hessen.
Karl Friedrich Kaibel war der Sohn des Oppenheimer Pfarrers Karl Philipp Kaibel und dessen Ehefrau Sybilla Katharina, geborene Muth. Kaibel, der evangelischen Glaubens war, war Ökonom in Ober-Ingelheim und heiratete dort am 31. Oktober 1844 Johanna Philippine geborene Pauli.
Von 1865 bis 1872 gehörte er der Zweiten Kammer der Landstände an. Er wurde für den Wahlbezirk Rheinhessen 3/Ober-Ingelheim gewählt.